# Frank Lampard, Sr.
Frank Richard George Lampard (20 de septiembre de 1948 en Londres, Inglaterra) es un exfutbolista de Inglaterra. Es el padre del también futbolista Frank Lampard.

## Trayectoria
Lampard inició su carrera en el equipo juvenil de West Ham United en 1964. Debutó con el primer equipo en noviembre de 1967 en una derrota en casa por 3-2 ante el Manchester City.
A nivel de clubes, ganó dos FA Cup con el West Ham, en 1975 y 1980, y el campeonato de la antigua segunda división de Inglaterra de 1981.
Es el segundo jugador con más partidos disputados del club azul y grana con 674 encuentros, consolidándose como uno de los jugadores más célebres del club.
Debutó con la Selección de Fútbol de Inglaterra en un partido contra la extinta Selección de Yugoslavia en octubre de 1972. Los 2 partidos que disputó con la selección absoluta y los 4 que disputó con la selección sub-23, todos terminaron en victoria a favor del equipo inglés.
Al terminar su contrato con el West Ham en 1985 se trasladó a Southend United, dirigido por otra ex-estrella de West Ham Bobby Moore. Hizo 38 apariciones para el club de Essex antes de decidir retirarse.

## Como entrenador
En 1994 regresó a West Ham para servir como asistente de Harry Redknapp, quien también es su cuñado. El 24 de noviembre de 2008, Lampard fue nombrado como asesor de fútbol del nuevo entrenador de Watford, Brendan Rodgers.
En junio de 2009 Lampard siguió a Rodgers a Reading FC para tener el mismo rol que cumplía en West Ham. El 17 de diciembre de 2009 Frank dejó el club cuando Rodgers rescindió su contrato.

## Clubes
| Club            | País       | Año         |
| --------------- | ---------- | ----------- |
| West Ham United | Inglaterra | 1967 – 1985 |
| Southend United | Inglaterra | 1985 – 1986 |

## Vida personal
Tiene tres hijos, Natalie, Claire y Frank Jr. Su cuñado, Harry Redknapp quien fue entrenador del Queens Park Rangers. También es el tío de Jamie Redknapp, ex-internacional de Inglaterra, Liverpool, Tottenham y Southampton.